# Macraucheniidae

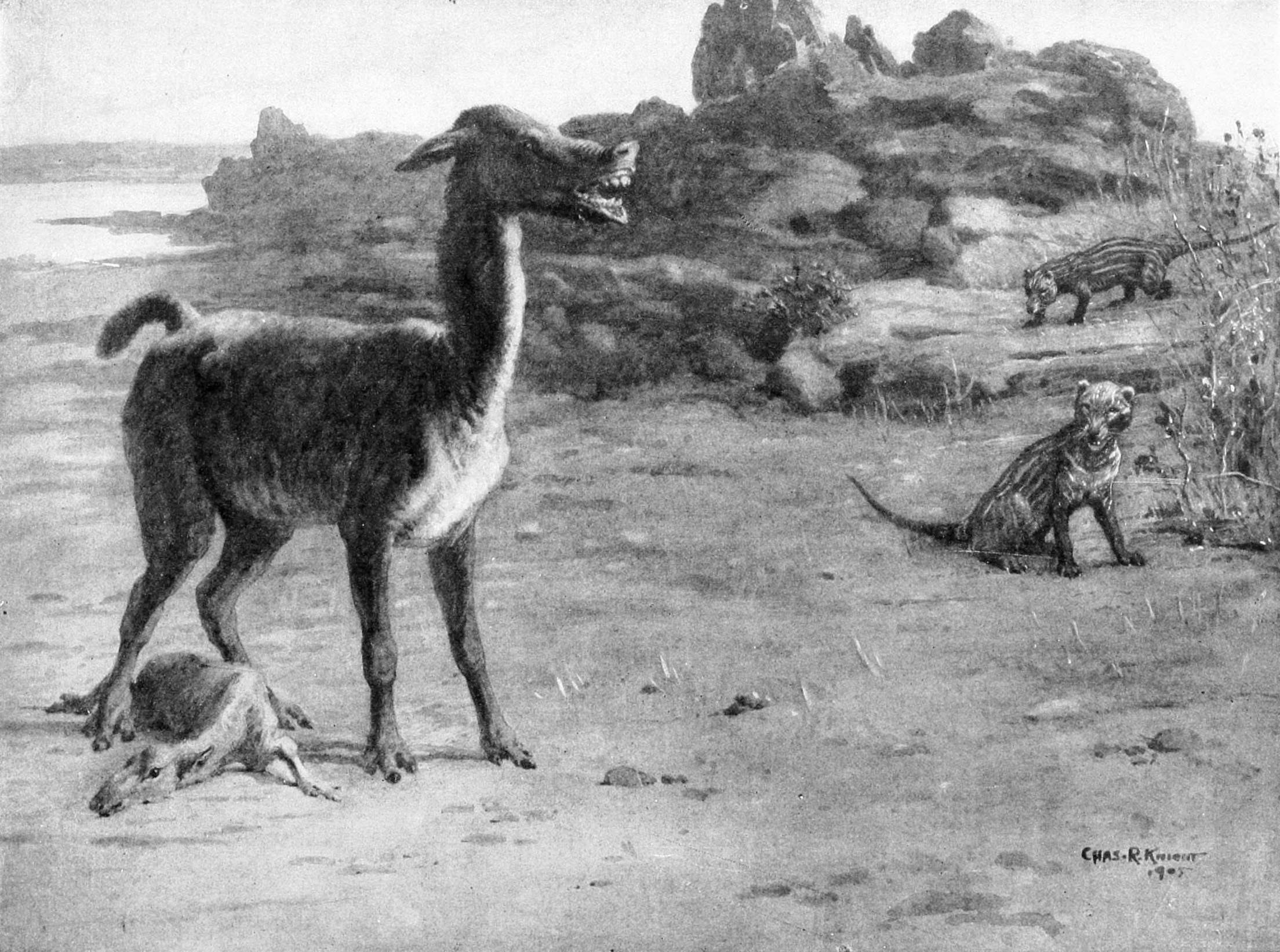
Két Borhyaena tuberata figyeli az újonnan ellett Theosodon garretorum borjút

A Macraucheniidae az emlősök (Mammalia) osztályába és a fosszilis Litopterna rendjébe tartozó család.

## Tudnivalók
A Macraucheniidae-fajok a dél-amerikai patások egyik csoportja. A koponyán levő visszafejlődött orrcsont, arra utal, hogy ezek az állatok kisebb, ormányszerű nyúlvánnyal rendelkeztek. A patái, orrszarvúszerűek voltak; egy egyszerű bokával és három ujjal mindegyik lábon. Habár testfelépítésük azt mutatja, hogy gyors szaladók voltak és irányt is könnyen változtathattak, miközben a nagyobb gyilokmadarak (Phorusrhacidae) és Smilodonok elől menekültek, e növényevők, lehet, hogy mégis nagy csordákban éltek, ami megkönnyítette a ragadozók észrevevését és a párkeresést.
E család legismertebb nemei a Theosodon, Xenorhinotherium és Macrauchenia. Ezek közül is a legismertebb és legkésőbb kifejlődött nem, a Macrauchenia, amely, csak a késő pleisztocén korszakban halt ki. Azon kevés Litopternák egyike, amelyik túlélte a nagy amerikai faunacserét, amikor a pliocén korban, 3 millió évvel ezelőtt, kialakult a Panama-földszoros. Egyes tudós szerint, a Macrauchenia, csak az ember megérkezése után pusztult ki. Utolsó Macraucheniidae nemként, kihalásával, nemcsak a család, hanem a Litopterna rend is kihalt.

## Rendszerezés
A családba az alábbi 3 alcsalád és 29 nem tartozik:
- Cramaucheniinae - 7 nem
  - Caliphrium
  - Coniopternum
  - Cramauchenia
  - Notodiaphorus
  - Phoenixauchenia
  - Pternoconius
  - Theosodon
- Macraucheniinae - 14 nem
  - Cullinia
  - Macrauchenia típusnem
  - Macrauchenidia
  - Oxyodontherium
  - Macraucheniopsis (=Macrauchenia?)
  - Mesorhinus (=Oxyodontherium?)
  - Oxyodontherium
  - Paranauchenia
  - Promacrauchenia (=Macrauchenia?)
  - Pseudomacrauchenia (=Promacrauchenia?)
  - Scalabrinia (=Scalabrinitherium?)
  - Scalabrinitherium
  - Windhausenia
  - Xenorhinotherium
- Sparnotheriodontinae - 8 nem
  - Decaconus
  - Guilielmofloweria
  - Megacrodon
  - Oroacrodon
  - Periacrodon
  - Phoradiadius
  - Polymorphis
  - Victorlemoinea (=Sparnotheriodon?)

## Fordítás
- Ez a szócikk részben vagy egészben  a   Macraucheniidae című angol Wikipédia-szócikk ezen változatának fordításán alapul.  Az eredeti cikk szerkesztőit annak laptörténete sorolja fel. Ez a jelzés csupán a megfogalmazás eredetét és a szerzői jogokat jelzi, nem szolgál a cikkben szereplő információk forrásmegjelöléseként.